# Балюта, Иван Кононович
Балюта Иван Кононович (р. 24 августа 1914, Александровск) — советский гражданин, участник партизанского движения в Чехословакии во время Второй мировой войны. Родился в г. Запорожье в семье рабочего. Накануне войны работал мастером на заводе «Запорожсталь». В начале войны занимался эвакуацией завода и оказался на оккупированной фашистской Германией территории. В марте 1942 его вывезли на работу в Германию, но он сбежал и проник в Словакию. В августе 1943 года вместе с словацкими подпольщиками организовал из местного населения и советских граждан партизанский отряд. Летом 1944 этот отряд вырос в крупное соединение им. В. И. Чапаева, которое нанесло гитлеровцам ряд ударов, активно действовало во время словацкого народного восстания. Был известен под боевым псевдонимом «Ягупов» (девичья фамилия жены). Член КПСС с 1963. После войны Балюта работал в г. Запорожье. С 1966 — персональный пенсионер. Награждён орденом Красного Знамени и другими наградами.